# Noélie Yarigo
Noélie Yarigo (Matéri, 26 de diciembre de 1985) es una deportista beninesa que compite en atletismo, especialista en las carreras de mediofondo.
Ganó una medalla de bronce en el Campeonato Mundial de Atletismo en Pista Cubierta de 2024, en la prueba de 800 m.
Fue la abanderada de Benín en la ceremonia de apertura de los Juegos Olímpicos de París 2024 junto con el judoka Valentin Houinato.

## Palmarés internacional
| Campeonato Mundial en Pista Cubierta | Campeonato Mundial en Pista Cubierta | Campeonato Mundial en Pista Cubierta | Campeonato Mundial en Pista Cubierta |
| Año                                  | Lugar                                | Medalla                              | Prueba                               |
| ------------------------------------ | ------------------------------------ | ------------------------------------ | ------------------------------------ |
| 2024                                 | Glasgow (Reino Unido)                | Medalla de bronce                    | 800 m                                |